# Monochamus buquetii
Monochamus buquetii är en skalbaggsart. Monochamus buquetii ingår i släktet Monochamus och familjen långhorningar.

## Underarter
Arten delas in i följande underarter:
- M. b. buquetii
- M. b. occidentalis